# Burgena dispar
Burgena dispar là một loài bướm đêm trong họ Noctuidae.